# ماريا باغراتيوني

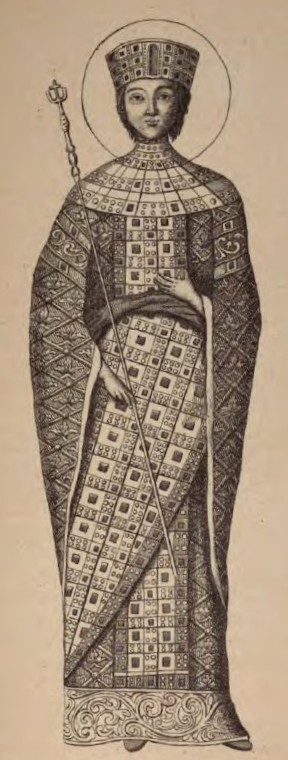
الامبراطورة ماريا

الأمبراطورة ماريا (باليونانية : Μαρία της Αλανίας ، وبالجورجية : მართა, მარიამი) ، ولدت تقريبا بعام 1050 وتوفيت بعد 1103 ، وهي ابنة الإمبراطور البيزنطى السابع (1027-1072) ، وهي زوجة الأمبراطور البيزنطى ميخائيل السابع، والإمبراطور نيكوفورس بطانيوس الثالث.
ولدت الأميرة مارثا في جورجيا واسمها بالجورجية (მართა) ، وفي عام 1056 تم أرسالها الي الدراسة في حماية الامبراطورة ثيودورا بالقسطنطينية. ولكنها عادت إلى بيتها في نفس العام بعد وفاة ثيودورا. وفي عام 1065 تزوجت بالأمبراطور المستقبلى ميخائيل السابع ابن الإمبراطور قسطنطين العاشر.
وفي عام 1078 وبحدوث الانقلاب بالقصر توجت كأمبراطورة وارتدت تاج نيكوفورس بطانيوس الثالث. وبأعلان ابنها قسطنطين دوكاس امبراطورا تزوجت بنيكوفورس. لم يعارض نيكفورس هذا الوعد ، وبناء على ذلك فقد دخل في اتفاق مع الجنرال العام ألكسيوس كومينوس. ولكن قام بعدها أكسيوس بالأطاحة نيكوفورس وتولى العرش في 1081. واعلن قسطنطين بولاية ألكسيوس على الحكم. وعلى هذا الوضع فأن ايرين دوكانيا زوجة ألكسيوس أصبحت الأمبراطورة المستقبلية، وبعدها تولى يانيس الحكم في 1087.
وقد فسدت خطوبة انا ابنة ألكسيوس بقسطنطين.وتم التحفظ بعدها على ماريا في الدير ، وتوفى ابنها قسطنطين في شبابه عام 1096. وبذلك انعزلت ماريا تماما عن الحياة السياسية.
اهتمت ماريا بالتعليم والجمال . وكانت مارى وصية على دير الأرثوذكسية الجورجية في البلقان . وهذا الدير كان الأكثر شهرة بين الأديرة في سفيتا غورا. وبالأضافة إلى ذلك انضمت إلى انشاءات الدير بجبل صهيون بالقدس ببورنا.

## الروابط الخارجية
Mart'a-Maria 'of Alania', by Lynda Garland and Stephen H. Rapp J at An Online Encyclopedia of Roman Emperors
Coin of Maria "of Alania". CNG, Inc.